# 姬党
姬党（？—？），周子南君姬嘉六代孙，姬世之子。
西汉永始二年（前15年），姬党承袭为周承休侯。七年后的綏和元年（前8年），姬党晋封为周承休公，改封至东郡观县，封地百里。元始四年（4年），改封郑公。王莽建立新朝后，改封为章牟公或章平公，为新朝的宾。姬党之后，其子姬常袭爵。